# Adoració de l'os

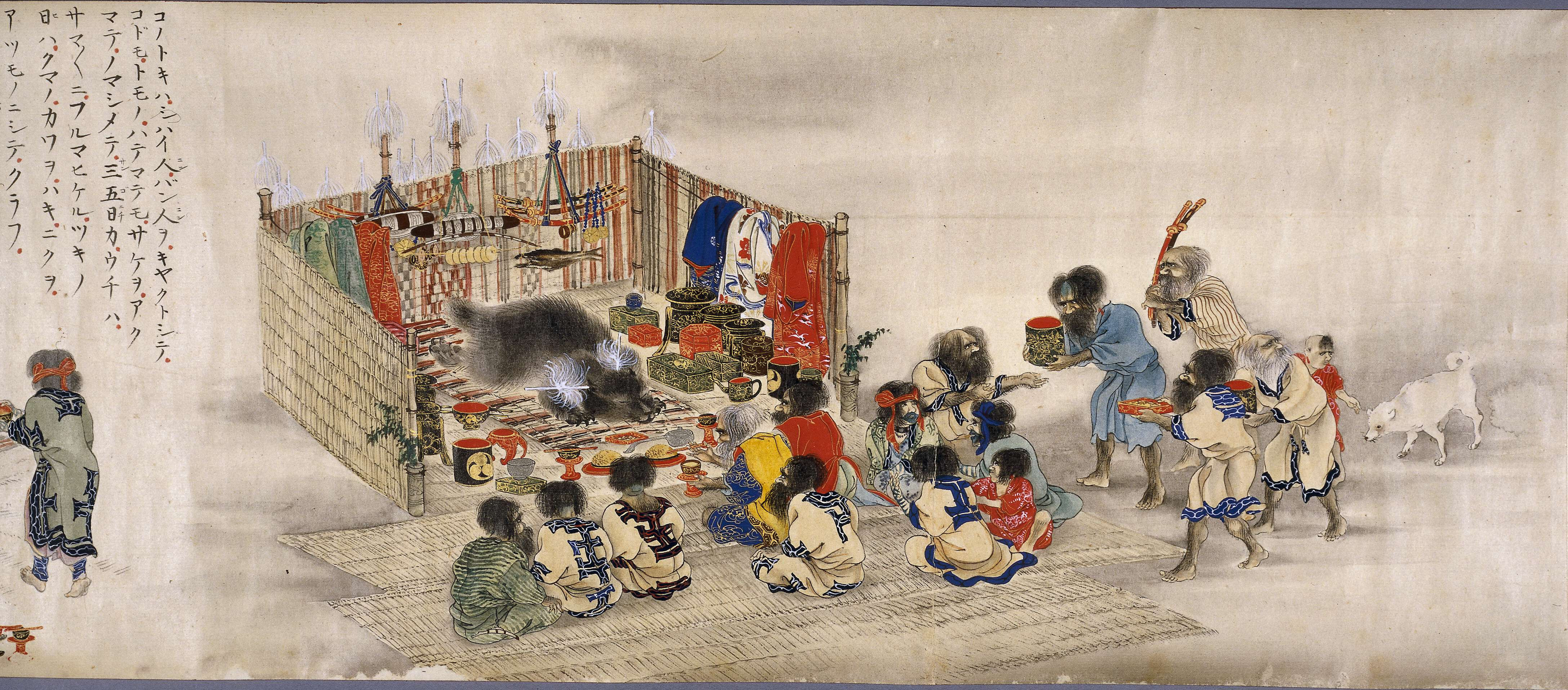
La cerimònia Ainu Iomante (tramesa de l'os). Pintura japonesa en rotlle, circa 1870.

L'adoració de l'os (també coneguda com el culte d'os o arctolatria) és la pràctica religiosa de l'adoració dels ossos trobats dins moltes religions ètniques del nord d'Euràsia, com la sami, nivkh, ainu, pre-cristianes basques, i finlandeses. També hi ha un nombre de deïtats de la Gàl·lia Cèltica i la Gran Bretanya associades amb l'os. Els dacis, tracis i getes també han estat pobles que han tingut mostres de culte als ossos i anualment celebren el festival de ball de l'os que ha estat àmpliament difós a diferents cultures des de l'antigor. L'os es presenta en nombrosos tòtems a les cultures de l'hemisferi nord que el tallen en diversos materials.

## Culte al Paleolític

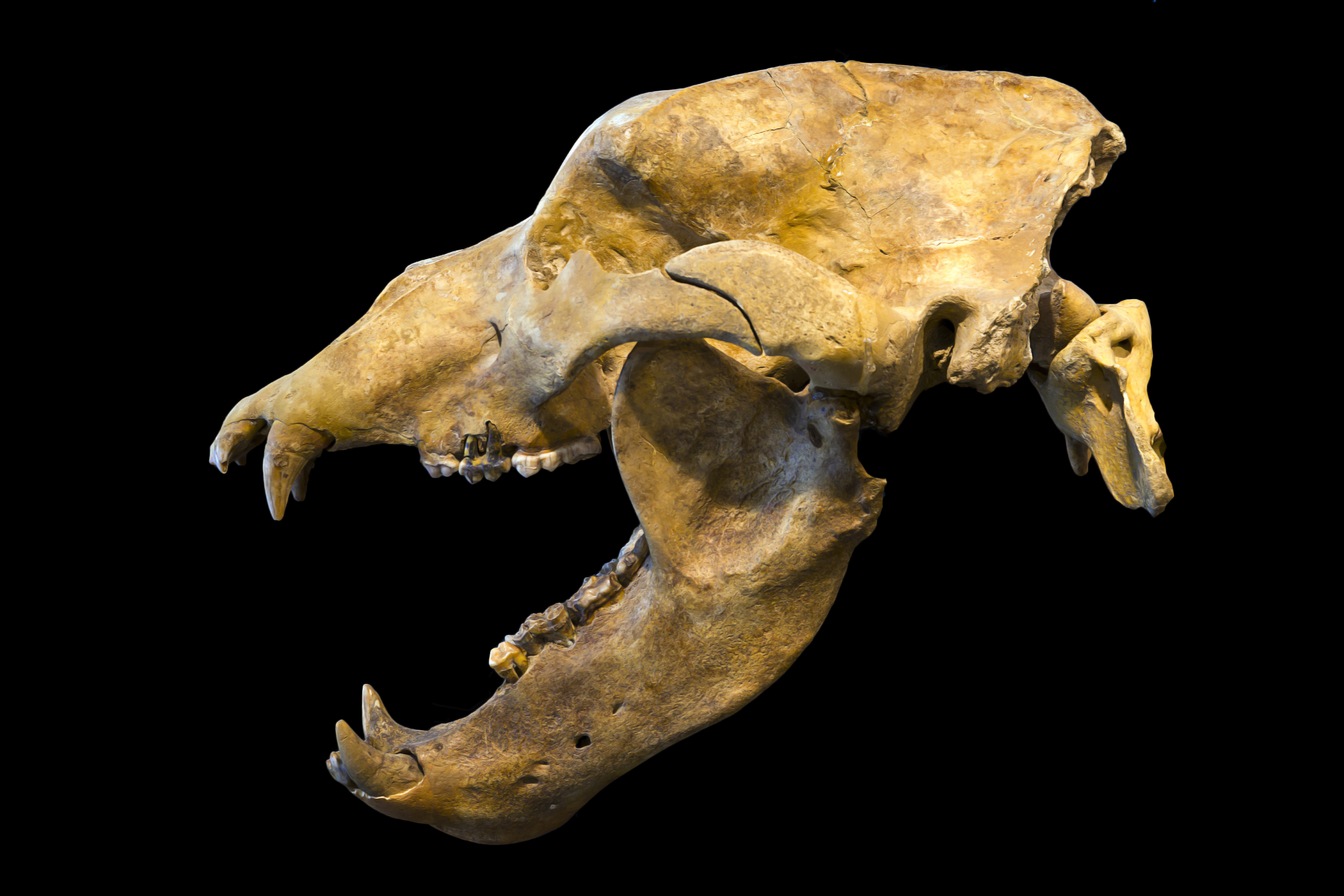
Crani i atles d'un os de les cavernes (Ursus spelaeus, Rosenmüller, 1794)

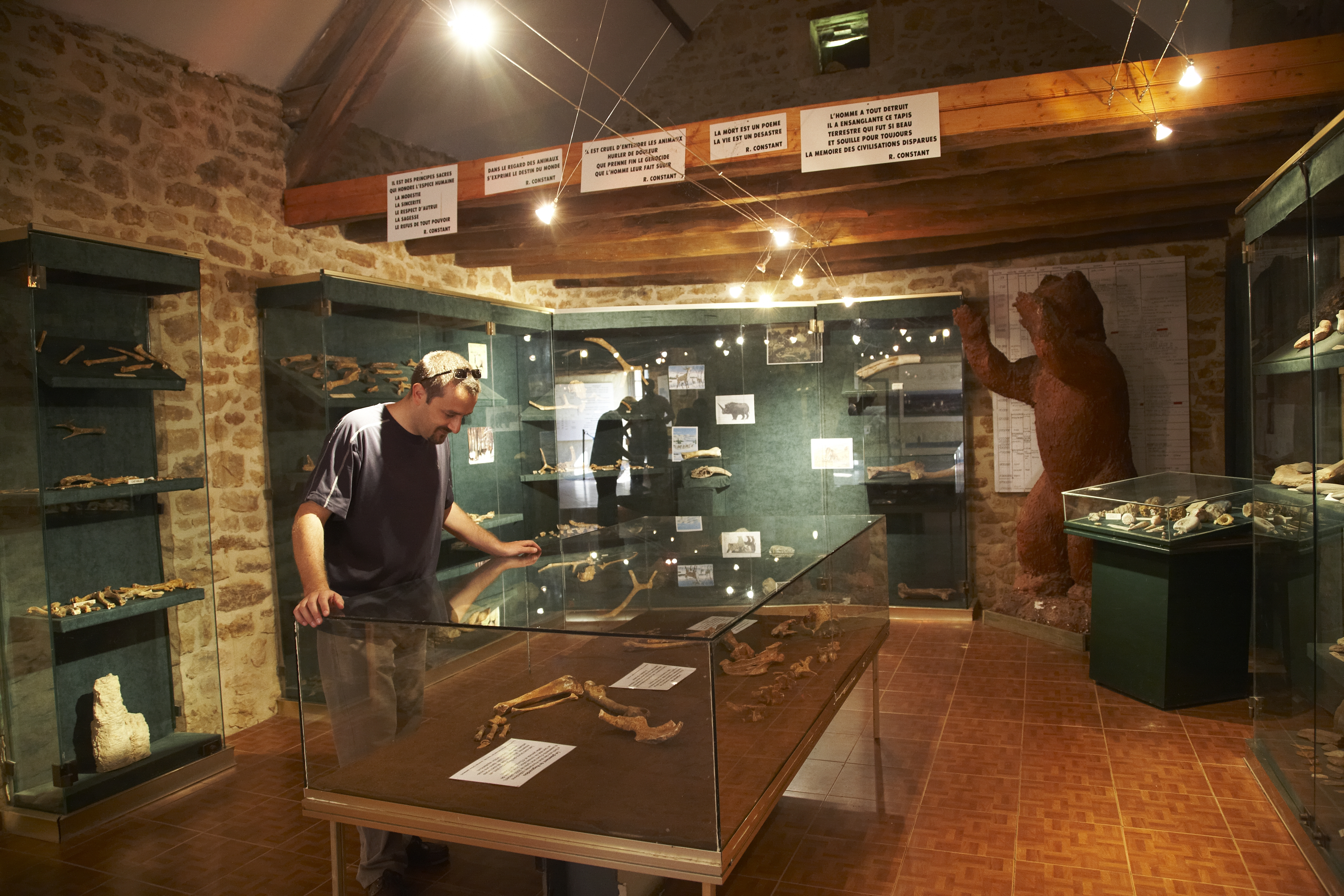
Exposició de les restes trobades a Régourdou

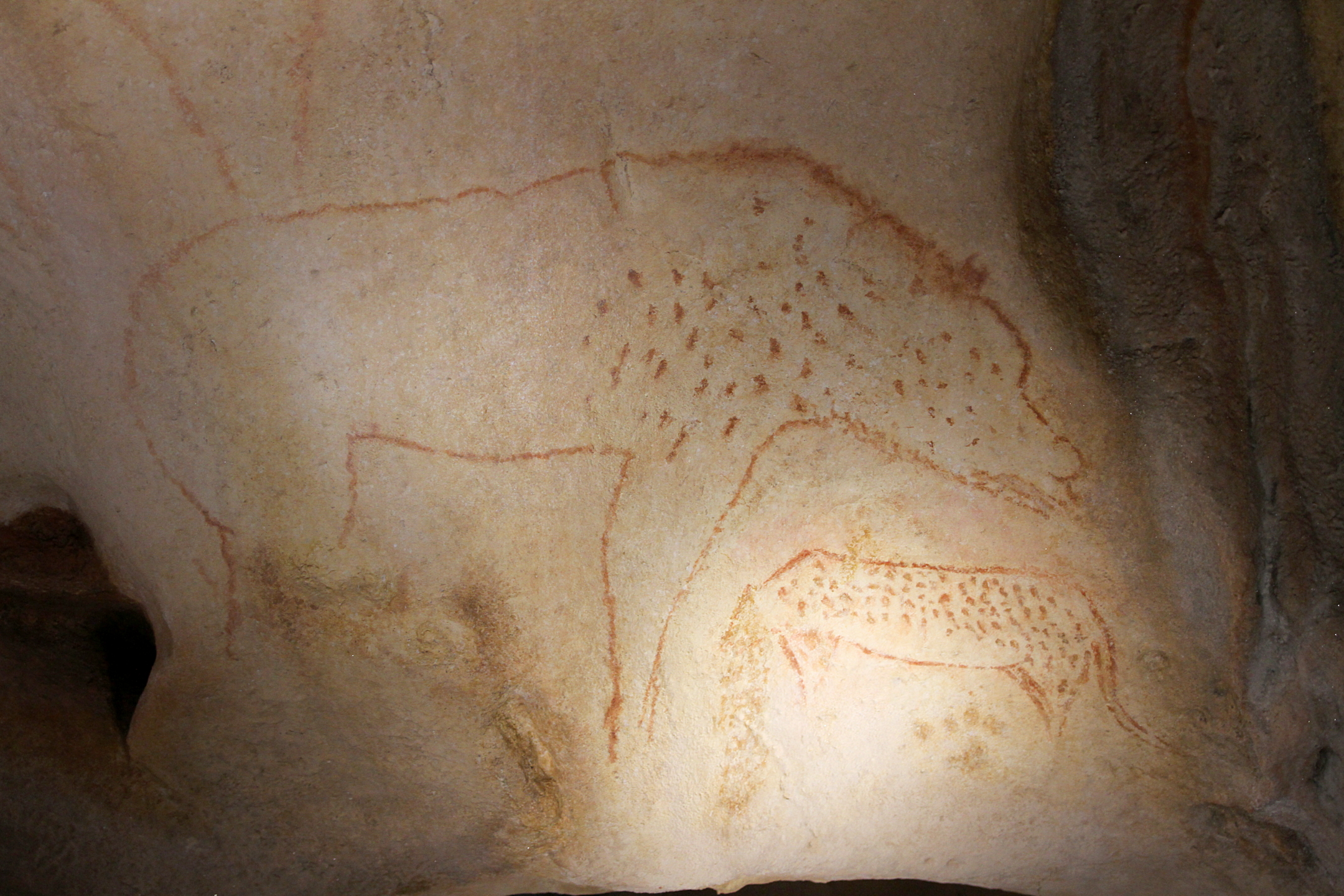
Os, al frontal i pantera a sota. Pont d'Arc cave (còpia de la Cova de Chauvet).

L'existència d'un antic culte a l'os entre els neandertals a l'Euràsia Occidental durant el Paleolític mitjà ha estat un tema de debat motivat per les troballes arqueològiques. Els neandertals haurien adorat l'os de les cavernes (Ursus spelaeus), i s'han descobert ossos d'os antics en diverses coves, per la qual cosa, alguns arqueòlegs consideren que serien evidències d'un culte a l'os durant el Paleolític.
No és la mera presència d'ossos el que intrigava als arqueòlegs, sinó el seu estrany arranjament. Després de l'excavació, els arqueòlegs van determinar que els ossos es trobaven disposats de manera que no era naturalment possible. Emil Bächler, principal partidari de l'argument per la presència d'un antic culte d'os, ha trobat restes d'ossos a Suïssa i a la Cova de Mornova a Eslovènia. Juntament amb el descobriment de Bächler, André Leroi-Gourhan va trobar cranis d'os en un cercle perfecte a Saona i Loira. La descoberta de dissenys com aquells trobat per André Leroi-Gourhan suggereix que aquestes restes d'os van ser col·locades en el seu arranjament de forma intencionada, en un acte que ha estat atribuït a Neandertals i se suposa que formaria part d'alguna classe de cerimònia. Mentre alguns d'aquests descobriments han estat interpretats per indicar la presència d'un culte d'os antic, algunes anàlisis i discussions han donat lloc a resultats contradictoris.
Segons Ina Wunn, sobre la base de la informació que els arqueòlegs tenen de l'home primitiu i els cultes a l'os, els jaciments Neandertals haurien de mostrar una major evidència d'aquesta adoració. La majoria de restes d'os han estat trobades en coves, però no en les primers assentaments humans. Aquesta informació implicaria la no-existència d'un culte antic a l'os, i instigaria a desenvolupar noves teories. Molts arqueòlegs, inclosos Ina Wunn, han arribat a creure que, com que la majoria de les espècies d'ossos vivien i ocultaven les seves cries durant els mesos d'hivern durant la seva hibernació, és possible que les seves restes es trobessin a les coves perquè les coves eren el seu hàbitat natural. Els ossos van viure a l'interior d'aquestes coves i van morir per diversos motius, ja sigui malaltia o fam. Wunn argumenta que la col·locació d'aquestes restes, ja sigui que sigui un patró identificat o no, es deu a causes naturals com el vent, el sediment o l'aigua. Per tant, segons l'opinió de Wunn, l'assortiment d'ossos roman en les coves no es deriva de les activitats humanes i no hi ha proves d'un culte a l'os durant l'era del Paleolític mitjà. Certs arqueòlegs, com Emil Bächler, continuen utilitzant les seves excavacions per sostenir que existia un antic culte os.

### Evidències als Pirineus
Les primeres representacions simbòliques que plasmen la imatge de l'os com un primer Déu, s'han trobat a les coves dels Pirineus Orientals. Els historiadors exposen la possibilitat que l'os fos considerat com un primer déu, i l'ossa com a deessa mare, la qual cosa encadenaria amb els ritus de l'Edat Antiga que entreteixien els déus, els ossos i els homes.
La major troballa de restes d'adoració de l'os a la serralada pirenaica s'ha fet a la cova de Regourdou, al Perigord. En aquest lloc proper a Lascaux, l'any 1965 es van descobrir ossos de neandertals de 80.000 aC, associats amb ossos d'os sota la mateixa llosa. Aquesta cova va ser estudiada pels arqueòlegs com "un veritable santuari per resoldre el problema del culte de l'os". Segons una tesi recolzada per Christian Bernadac, aquest animal podria haver estat el "primer déu adorat pels homes". El descobridor del lloc, Roger Constant, ha estat un fervent defensor d'aquesta tesi, ha estat un dels artífex de la reintroducció dels ossos vius prop del lloc del descobriment. Més tard, el 2010, hi han hagut nous descobriments que han questionat aquestes teories, i atribuint aquesta bareja a fenòmens tafonòmics. Recentment però, Eugene bonifay, geòleg i arqueòleg, ha tornat a defensar la tesi d'un culte a l'os a Regordou.
A la Cova de Chauvet a l'Ardecha, tambe s'han trobat cranis d'os probablement disposats de forma intencionada. També del Paleolític, la Gruta de Montespan a l'Alta Garona, descoberta l'any 1923 per Norbert Casteret, va trobar relleus d'argila en forma d'home representant cavalls i una estàtua d'argila que representava un os sense cap.

## Culte als pobles eurasiàtics

### Festa Nivkh de l'os

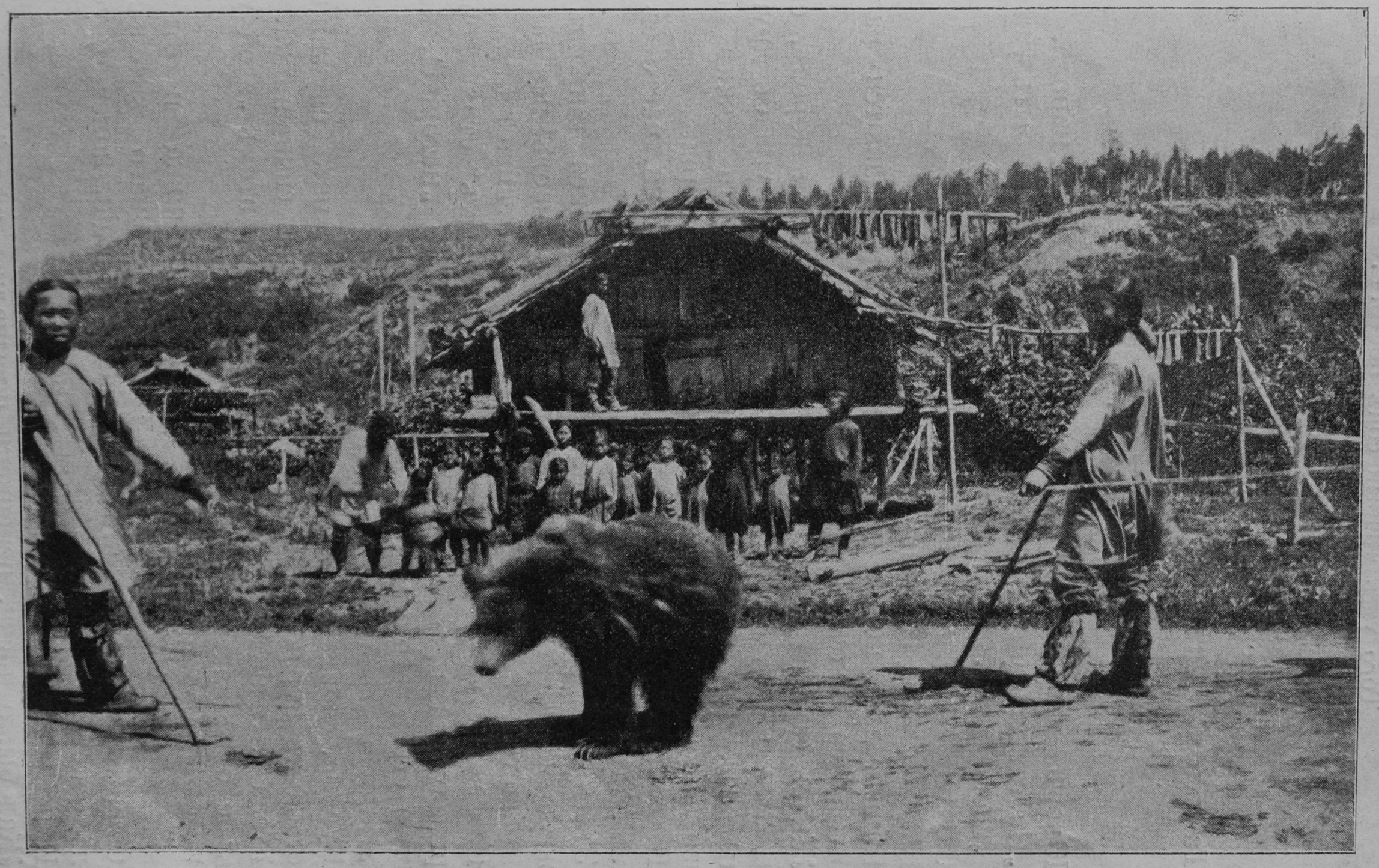
Una festa de l'os promoguda pel poble nivkh cap el 1903

La festa de l'os es una cerimònia religiosa celebrada pel poble nivkh. Un xaman nivkh (ch'sóc) presideix la Festa de l'Os, celebrada a l'hivern, entre el gener i el febrer, depenent del clan que la porti a terme. Les cries d'os serien capturats i criats en un corral per diversos anys per dones locals, tractant l'os com si fos un nen. L'os és considerat una manifestació sagrada terrenal de Nivkh avantpassats i els déus dins forma d'os. Durant la festa, l'os seria vestit especialment fet amb una roba feta especialment per aquesta cerimònia, i s'oferiria un banquet als déus per tal que mostressin benevolença davant els membres del clan. Després del banquet l'os és mataria i menjaria en una elaborada cerimònia religiosa. La festa acabaria amb honorar la mort d'un parent significatiu per part del clan. L'esperit de l'os retornaria als déus de la muntanya 'feliç' i premiaria als Nivkh amb abundants boscos. Generalment, la Festa de l'Os era una cerimònia entre clans on un clan, en el qual, el grup que desitjava agafar esposa, restaurava els llaços amb un clan que les oferia, tornant a lligar el vincle trencat de la mort de l'antic parent. La Festa de l'Os va ser suprimida en el període soviètic. Des de llavors el festival ha tingut un ressorgiment modest, amb una visió folklòrica que com a cerimònia religiosa.

### Adoració Ainú a l'os

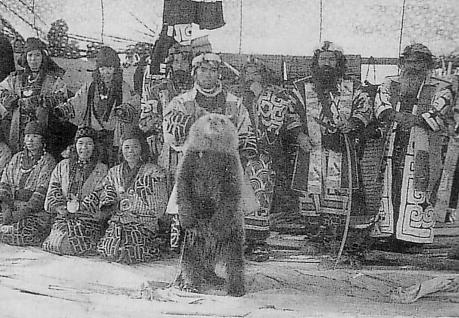
La cerimònia Ainu Iomante cap el 1915

El poble Ainu persones, qui viu en algunes illes de l'arxipèlag japonès, anomenen l'os “kamui” en la seva llengua, que es pot traduir amb el significat de "déu". Mentre molts altres animals són considerats déus en la cultura Ainu, l'os vindria a ser el cap dels déus. Per als Ainu, quan els déus visiten el món de l'home, donen pells i arpes i assumeixen l'aspecte físic d'un animal. Normalment, però, quan s'utilitza el terme "kamui", significa essencialment un os, El poble Ainu sempre ha volgut menjar l'os, ja que creien que la disfressa (carn i pell) de qualsevol déu era un obsequi a la llar que el déu va triar per visitar.
A la Terra - el món d'home - els ainú creien que els déus apareixien en fora d'animals. Els deus tenien la capacitat de prendre forma humana, però només podien prendre-la en els seus dominis, l'espai dels déus, que està fora de la visió humana. Per retornar un déu al seu lloc, el poble sacrificaria i menjaria l'animal, enviant l'esperit del déu amb respecte. Aquest ritual s'anomena omante, i normalment implicava a un cérvol o un os adult.
La cerimònia omante (també coneguda amb la variant iomante) succeïa quan el poble sacrificava un os d'adult, però quan inicialment s'havia capturat un cadell i se l'havia criat al clan, es coneixia amb un diferent nom de ritual: iomante, en llengua ainu, o kumamatsuri en japonès. Kumamatsuri es tradueix com “cerimònia d'ossos” i iomante significa “enviar fora”. La cerimònia kumamatsuri, començava amb la captura d'un cadell d'os. Com si fos un nen donat pels déus, el cadell era alimentat amb alimentació humana en un plat de fusta tallada, i se'l tractava millor que els nens Ainus perquè pensaven que era un déu. Si el cadell era massa jove i no tenia les dents per mastegar els aliments adequadament, una mare llevadora li permetia que succionés del seu propi pit. Quan el cadell assolia els 2-3 anys, es portava a l'altar i es sacrificava.Normalment kumamatsuri se celebra a mitjans d'hivern, quan la carn d'os és el millor degut al greix afegit. Els vilatans la dispararan amb fletxes normals i cerimonials, faran ofrenes, ballaran i abocaran vi sobre el cadàver del cadell. Tot seguit, es recitaran les paraules per trametre l'os als déus. Aquesta festivitat durava tres dies i tres nits, per retornar correctament el déu os a casa seva.

### Ossos en la mitologia coreana
Segons la llegenda, Ungnyeo (literalment "dona os") era un os que es va convertir en una dona, i va donar naixement a Dangun, el fundador del primer regne coreà, Gojoseon. Juntament amb el tigre, l'os juga una funció important en xamanisme coreà.

### Adoració de l'os als pobles altaics
Entre 1925-1927, Dyrenkova va portar a terme observacions de camp en l'adoració de l'os entre les poblacions dels altai, tubalar (tuba-kiji), telengit, i shortsi de la taiga Kuznetskaja, així com entre les tribus sagai de les regions de Minussinsk, prop de la Taiga Kuznetskaja (1927).

## Ossos en la mitologia de l'antiguitat clàssica

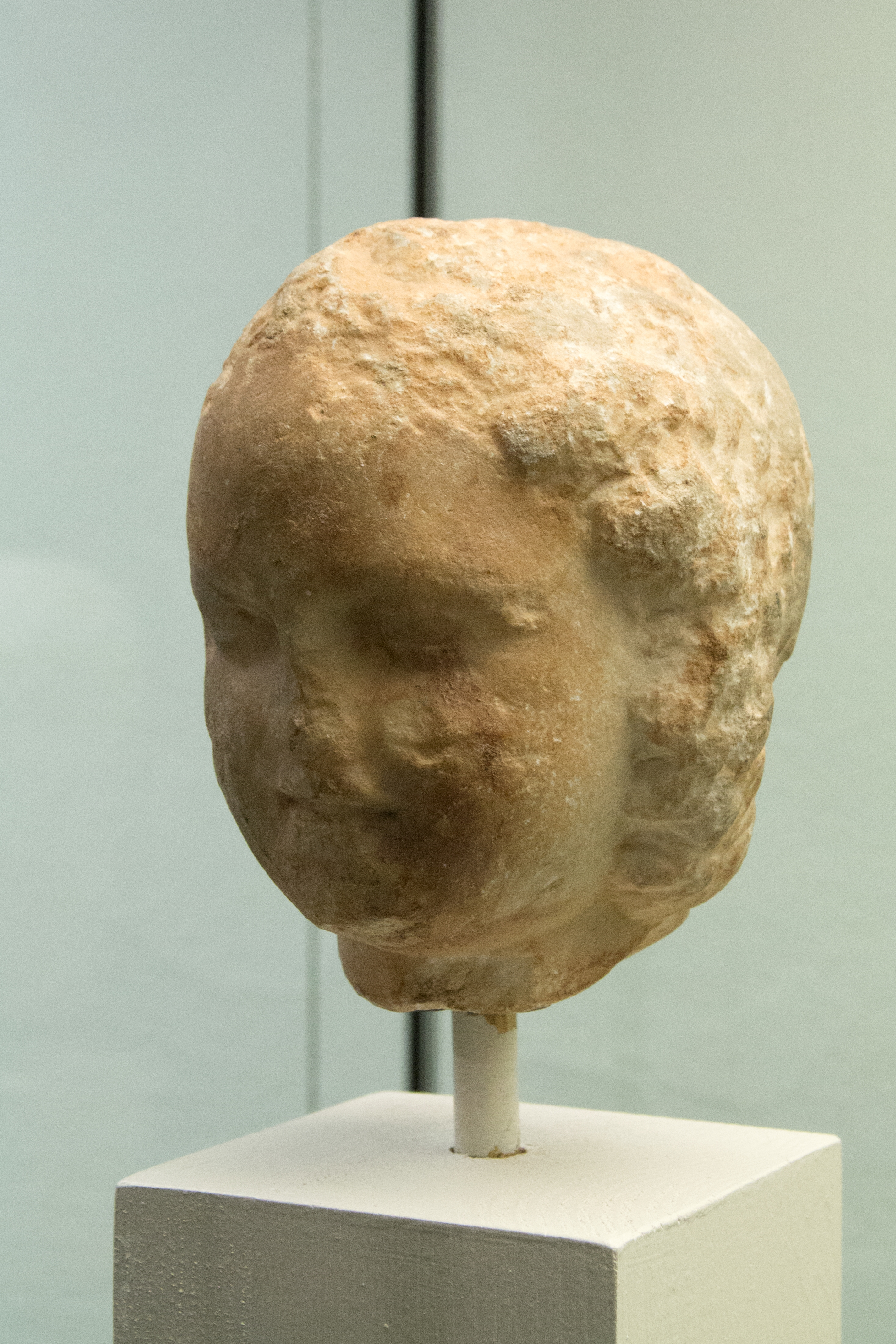
Cap d'una "verge ossa" dedicada al temple d'Àrtemis

En l'Antiguitat, l'os tingué un paper singular, atès que el trobem en la mitologia grega arrenglerat a la deessa Àrtemis (que inclou el mot proto-indoeuropeu h₂ŕ̥tḱos o artkós, grec antic: ἄρκτος (árktos), 'os'). Àrtemis era filla de Zeus, rei de l'Olimp, i de Leto, deessa de la nit i el dia, se li atribuïren les capacitats de regnar entre els boscos i les muntanyes, amb poders vers els animals feréstecs i la caça.
El sacrifici d'animals era el ritual primordial en al relació entre el món dels homes i les bèsties. Així trobem el testimoni de Pausànies, que en la seva estada a Patres, explica la festa anual del santuari Àrtemis Làfria on cadells d'os van ser cremats vius al foc sagrat de l'altar.
Existeix una llegenda grega que una nena atenenca, mentre jugava amb un os del santuari d'Àrtemis Brauró, va gosar molestar l'os, i aquest l'esgarrapà. Els seus germans, en resposta, mataren l'animal i la deessa irada, propagà una gran pesta a tot Atenes. L'Oracle de Delfos ordenà que totes les nenes entre cinc i deu anys haurien de fer d'ossa a aquest santuari per apaivagar la còlera d'Artemis. Es per això que, a partir de llavors, cap nena seria entregada en matrimoni sense haver servit d'ossa "Arktoi" a la deessa.
Un altre mite relacionat amb Artemis es el d'Ifigènia, fila d'Agamèmnon, rei de Micenes, el qual matà a un cérvol consagrat a la deessa, i que en compensació, l'endeví Calcàs digué al rei que havia de sacrificar la seva filla Ifigènia a la deessa. Ifigènia s'escaparia de la mort en ser alliberada per la deessa que la substituí, per un os. Aquests mites, al·ludeixen a la idea que els éssers humans podien transformar-se en ossos per voluntat divina.
El mite mes rellevant de l'Antiguitat pel que fa a la transformació ursina es el de la història de la nimfa Cal·listo, que segons la llegenda es transformà en la constel·lació Ossa. Cal·listo era filla de Licàon, rei de Pelàgia, després Arcàdia. Dona de gran bellesa, s'encomanà a Àrtemis, va fer vot de castedat i ajudava a la deessa quan anava de caça. Però Zeus s'enamorà d'ella i adoptà l'aparença d'Àrtemis per posseir-la. Cal·listo, va decidir ocultar el seu estat a la deessa, la qual descobrí l'engany un dia quan es banyaven al riu. Aquesta, la transformà en ossa i en aquest estat va donar a llum a un nen anomenat Arcas, interpretat com a 'home-os'. El seu fill es convertí en rei d'Arcàdia. Un dia que sortia de caça es trobà amb una ossa, la seva mare, que es va aturar en veure el seu fill. A punt de matar-la, Zeus intervingué, evitant el matricidi. Emportats per un vendaval impressionant foren enviats al cel, convertint-los en dues constel·lacions: Cal·listo en l'Ossa Major i Àrcas en l'Ossa Menor (també coneguda com a Guardià de l'os).
Un altre mite esdevé del rei Iasos d'Arcàdia, o terra de ossos. Descendent d'Arcas, on els homes lluitaven amb pells d'os (Pausànies: VIII 4; X 9), Iasos va tenir una filla, Atalanta, que va abandonar al bosc Parteni perquè nomes volia tenir descendència masculina. La nena sobrevisqué alletada per una ossa. Quan va créixer, la van trobar uns caçadors que li donaren una rígida educació. Àrtemis va tornar amb el seu pare i va accedir a casar-se amb el pretendent que guanyés una cursa. El guanyador fou Hespèrides, ajudat per Afrodita, i guanyà el regne d'Arcàdia. Hespèrides s'oblidà de donar les gràcies a Afrodita i la deessa transformà a la parella en lleons, tot i que hi ha diverses versions del seu final.
Príam, rei de Troia va tenir un fill, amb la seva dona Hècuba. Aquesta somnià que engendraria una torxa que incendiaria la ciutat, el que s'interpretà com a la destrucció del regne. El seu fill, anomenat Paris de Troia, va ser donat a un servent, que l'abandonà al mont Ida, on va ser alletat per una ossa. Uns pastors el trobaren i l'educaren. Un cop tornat a Troia va salpar cap al Peloponès on s'enamorà d'Helena. El seu rapte va provocar la Guerra de Troia.
En la Roma clàssica, la figura de l'os era ocultada per la nova Àrtemis, la deessa Diana, que era descrita amb un arc i un cérvol. Altres divinitats femenines relacionades amb l'os son la celta: Arduina, acompanyada d'un senglar, venerat a les Ardenes; la seva equivalent alpina Andarta; i la deessa Artio dels helvecis, la que es considera de trets mes típicament ursins.

## Balls de l'os als Pirineus

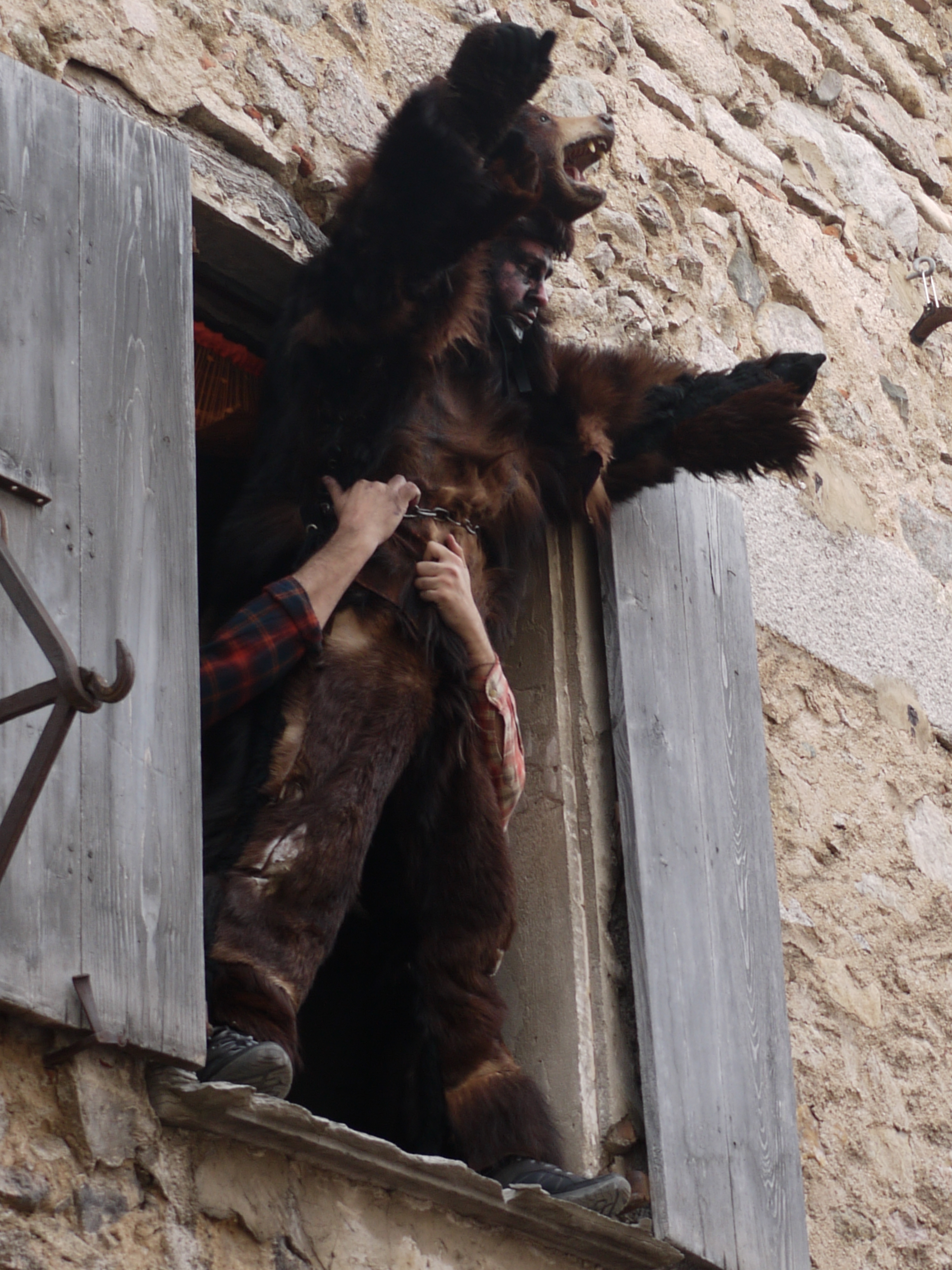
Fête de l'ours a Saint-Laurent-de-Cerdans.

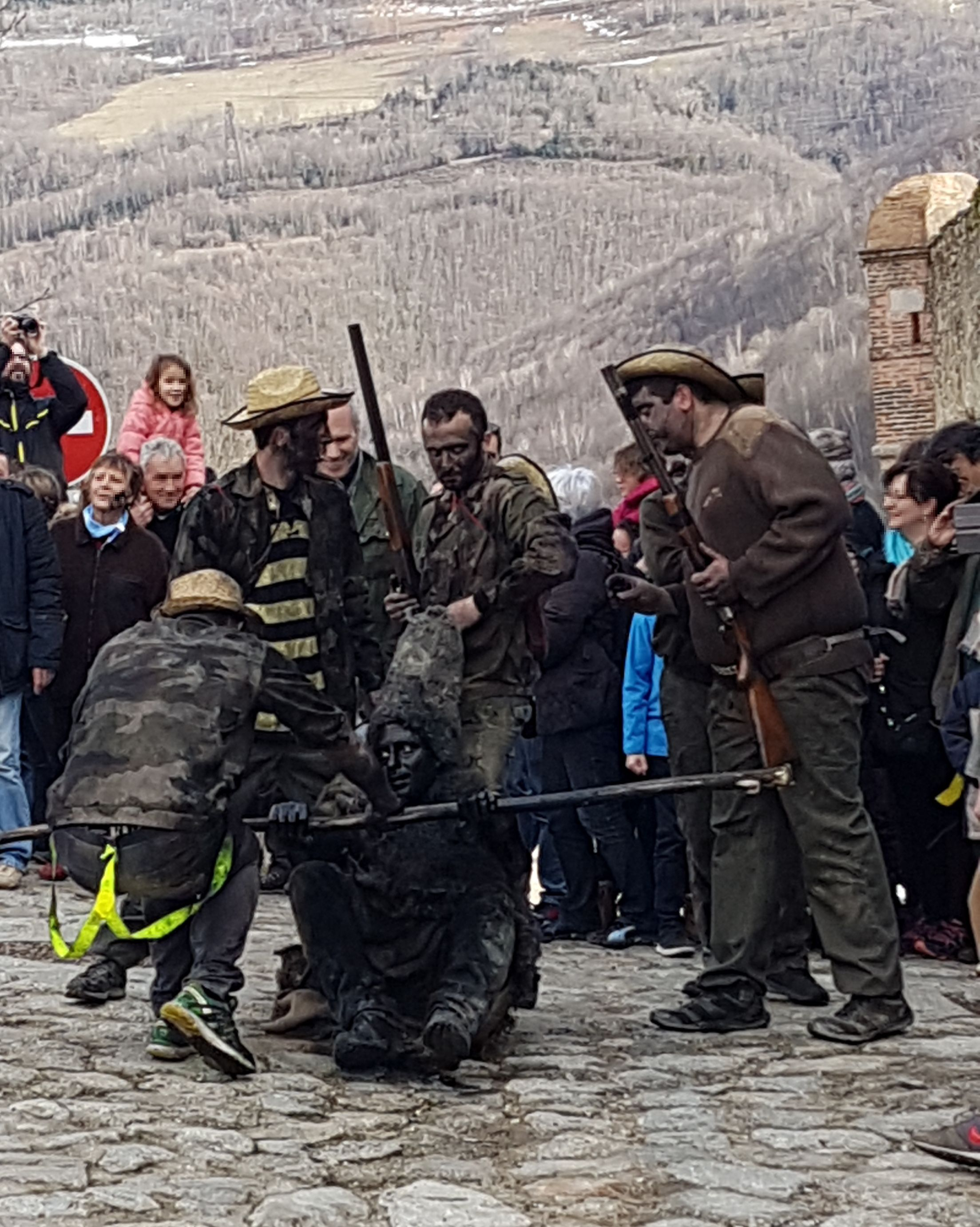
Os i caçadors a la Fête de l'Ours à Prats-de-Mollo del 2018.

Hi ha festivals d'os anuals que tenen lloc en diverses ciutats i comunitats en l'àrea dels Pirineus. Existeixen sis balls de l'os més representatius dels Pirineus, documentats sobre el terreny per Eloi Ysàs. Les festes en les quals es representen aquests balls es poden trobar: tres a la Catalunya del Nord -les Festes de l'os del Vallespir, a les viles de Prats de Molló, Arles i Sant Llorenç de Cerdans-, dos als Pirineus Centrals - el Ball de l'ossa d'Encamp i el Carnaval de Bielsa- i una als Pirineus Occidentals -els Carnavals d'Ituren i Zubieta.
A Prats de Molló, se celebra la festa de l'os o ball de l'os que es porta a terme a durant la candelera el 2 de febrer. Es tracta d'un ritual en què els homes van vestits d'ossos que brandeixen pals que fan por a les persones pels carrers. Anteriorment, el festival se centrava en els "ossos" atacant les dones, i intentant ennegrir els seus pits (amb sutge), la qual cosa era un escàndol per als observadors que ho venien per primera vegada des de fora. Però segons el testimoniatge d'algú que recordava els vells temps anteriors, el festival que a Prats de Molló incloïa una elaborada posada en escena, igual que la versió d'Arles.
La versió d'Arles "Fête de l'ours d'Arles-sur-Tech" incloïa un personatge femení anomenat Rosetta (Roseta) que era segrestat pet l'os. Rosetta era tradicionalment interpretada per un home o un nen vestit de nena. l'os portaria la Rosetta a una cabana aixecada a la plaça de centre de la ciutat (on la víctima s'alimentava amb salsitxes, pastís, i vi blanc). L'esdeveniment acabaria amb l'os afaitat i matat.
A la festa de l'os de Sant Llorenç de Cerdans, fins al 1972, la bestiassa segrestava una noia i se l'enduia al bosc. Posteriorment el guió es canvià i quan l'os atrapa la noia, un estol de joves entra en escena, li surt a l'encalç i un que fa de cap dels caçadors, el Menaire, atrapa l'animal i tots el porten encadenat al poble. El menaire mostra el seu trofeu i rep de les cases regals tot recitant la Pèrdica (Prèdica), una composició en català de 48 versos.